# 중간볼기근
중간볼기근(gluteus medius muscle) 또는 중둔근(中臀筋)은 세 개의 볼기근 중 하나로 넓고 두꺼운 방사형의 근육이다. 골반의 바깥쪽 표면에 위치한다.
중간볼기근의 뒤쪽 1/3은 큰볼기근에, 앞쪽 2/3은 볼기근널힘줄에 덮여 있다. 볼기근널힘줄은 중간볼기근을 외피, 얕은근막과 분리한다.

## 구조
중간볼기근은 엉덩뼈의 바깥쪽 표면과, 중간볼기근을 덮고 있는 볼기근널힘줄에서 일어난다. 엉덩뼈의 이는곳은 위쪽에는 엉덩뼈능선과 뒤볼기근선이, 아래쪽에는 앞볼기근선이 위치한다.
근육 섬유는 강하고 납작한 힘줄로 합쳐져 넙다리뼈 큰돌기 가쪽 표면에 닿는다. 더 구체적으로 힘줄이 닿는곳은 큰돌기 가쪽 표면에서 아래앞쪽으로 비스듬히 나 있는 융기(ridge)이다.

### 위치 관계
근육의 힘줄은 윤활주머니에 의해 큰돌기의 표면과 분리되어 있다.

### 변이
중간볼기근의 뒤쪽 경계는 궁둥구멍근과 각기 다른 정도로 합쳐져 있거나, 섬유 일부가 궁둥구멍근 힘줄에서 끝날 수 있다.

## 기능
- 앞쪽 부분은 엉덩관절 굽힘과 안쪽돌림을 돕는다.
- 뒤쪽 부분은 엉덩관절 폄과 가쪽돌림을 돕는다. 중간볼기근의 뒤쪽 섬유는 엉덩관절 폄, 가쪽돌림, 벌림에 관여한다. 걷는 중에는 뒤쪽 섬유가 다리가 흔들리는 동작을 끝낼 때 넙다리뼈의 안쪽돌림을 느리게 한다.
- 앞쪽과 뒤쪽 부분이 함께 작용하면 엉덩관절을 벌리며 관상면에서 골반을 안정하게 한다.[2]

## 임상적 중요성
중간볼기근이나 위볼기신경의 기능 장애는 트렌델렌버그 징후 양성으로 나타날 수 있다.

## 추가 이미지

빨간색으로 표시된 중간볼기근. 골반뼈는 반투명하게 나타나 있다.
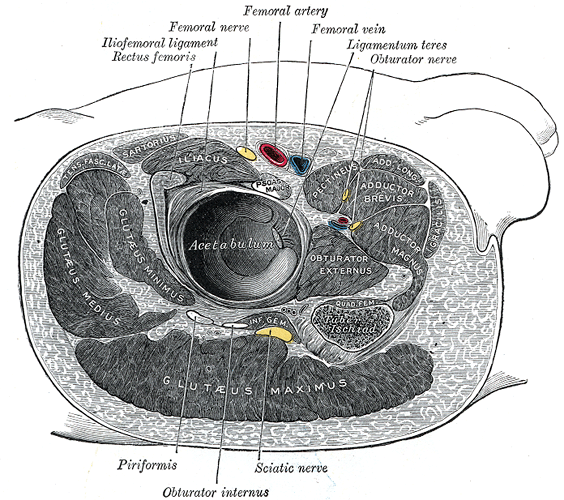
오른쪽 엉덩관절 주변 구조물
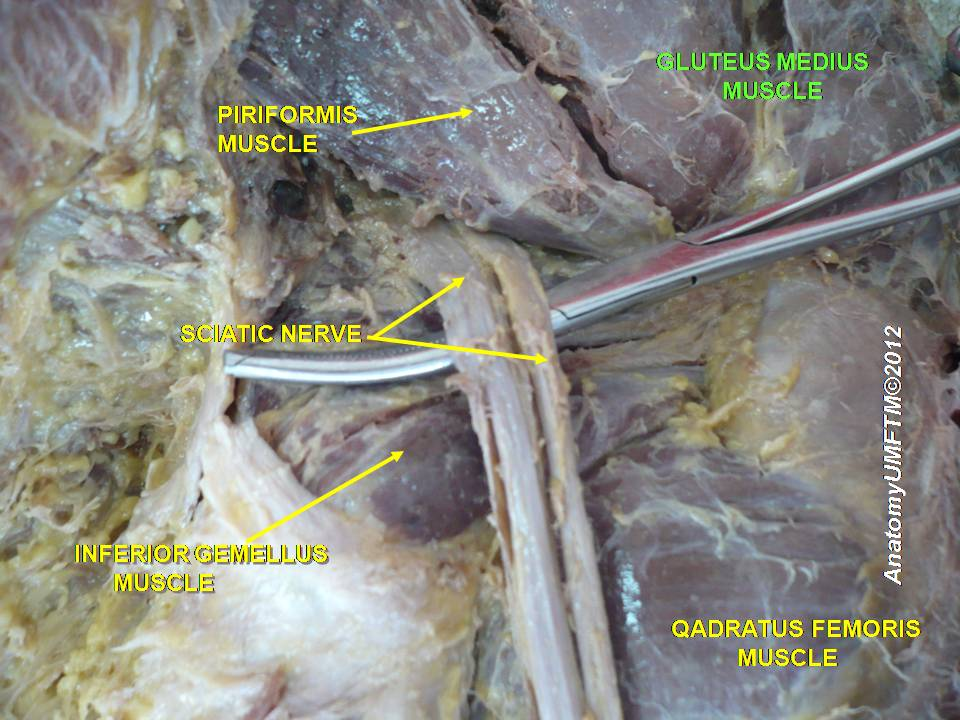
초록색 글씨로 보이는 중간볼기근

## 참고 문헌
이 문서는 현재 퍼블릭 도메인에 속하는 그레이 해부학 제20판(1918) page 474의 내용을 기초로 작성된 글이 포함되어 있습니다.
1. ↑  대한해부학회 의학용어 사전 https://www.kmle.co.kr/search.php?Search=gluteus+medius&EbookTerminology=YES&DictAll=YES&DictAbbreviationAll=YES&DictDefAll=YES&DictNownuri=YES&DictWordNet=YES
2. ↑  Schünke, M., Schulte, E., Schumacher, U., Ross, L. M., & Lamperti, E. D. (2006). Thieme atlas of anatomy. Stuttgart: Thieme. page 424